# Celia Montalván
Pour les articles homonymes, voir Montalván.
Celia Montalván est une actrice, chanteuse et ballerine[réf. nécessaire] mexicaine, née à Mexico en août 1899 et décédée à Mexico le 10 janvier 1958.

## Filmographie
- 1926 : Milagros de la Guadalupana de William P.S. Earle
- 1931 : Don Juan diplomático de George Melford et Enrique Tovar Ávalos (en) : Mona
- 1931 : El proceso de Mary Dugan de Marcel de Sano et Gregorio Martínez Sierra : May Harris
- 1935 : Toni de Jean Renoir : Josepha
- 1945 : Club Verde de Raphael J. Sevilla